# Yuko Hasegawa
 (juin 2021).
Yuko Hasegawa (長谷川祐子, Hasegawa Yuko) est une commissaire d'exposition japonaise, née en 1957, dans la préfecture de Hyogo au Japon. Elle est, depuis avril 2021, directrice du Musée d'Art contemporain du XXIe siècle de Kanazawa, après avoir été conservatrice en chef du Musée d'Art contemporain de Tokyo.
En 2017, Yuko Hasegawa est la commissaire de la 7e Biennale internationale de Moscou et inaugure l'exposition principale à la New Tretyakov Gallery. 

## Distinctions
- Chevalière de l'ordre des Arts et des Lettres